# Geranomyia obsolescens chicapae
Geranomyia obsolescens là một phân loài ruồi của loài Geranomyia obsolescens trong họ Limoniidae. Chúng phân bố ở vùng nhiệt đới châu Phi.